# Ortsten

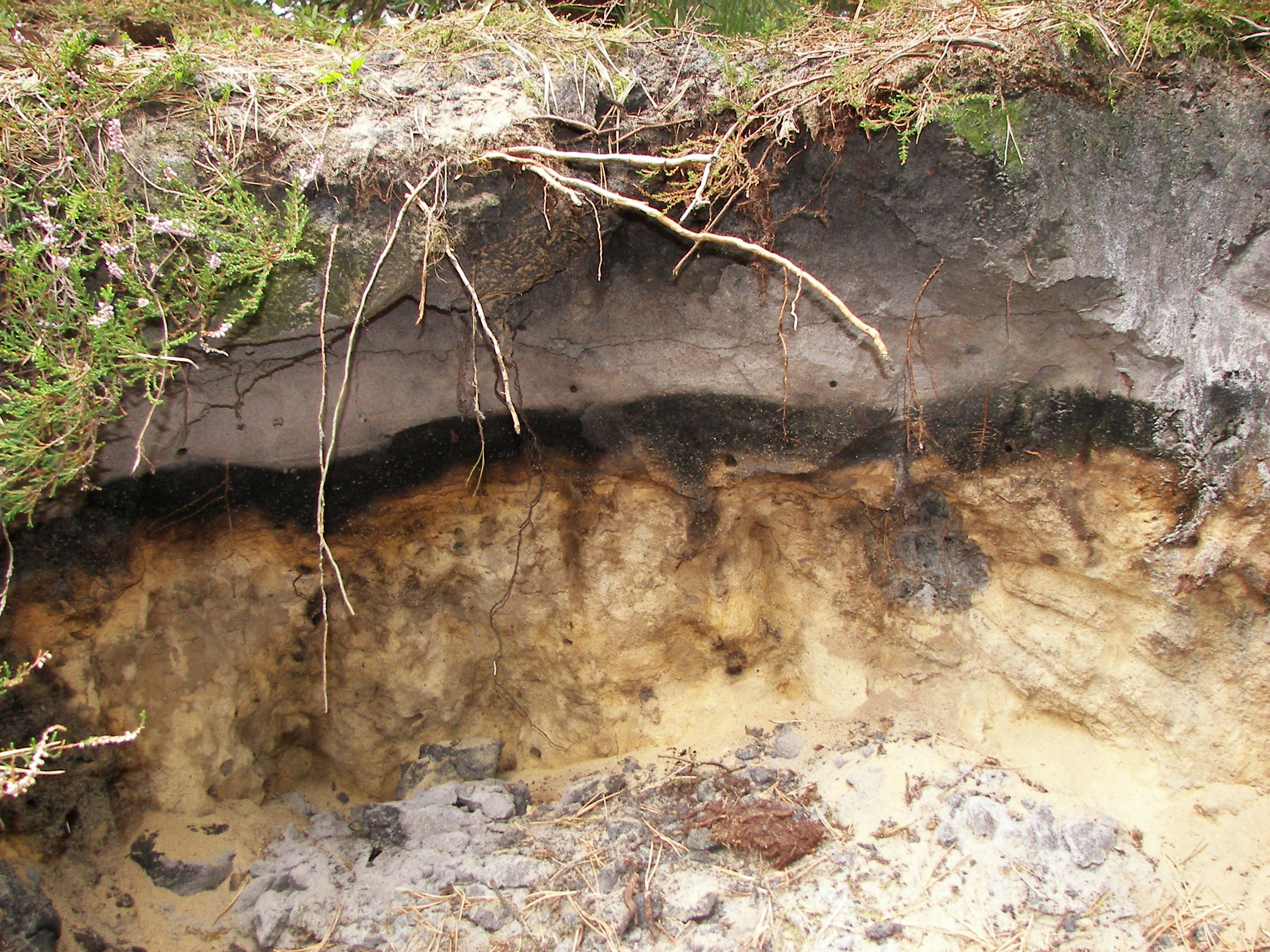
Jordlager med ortsten.

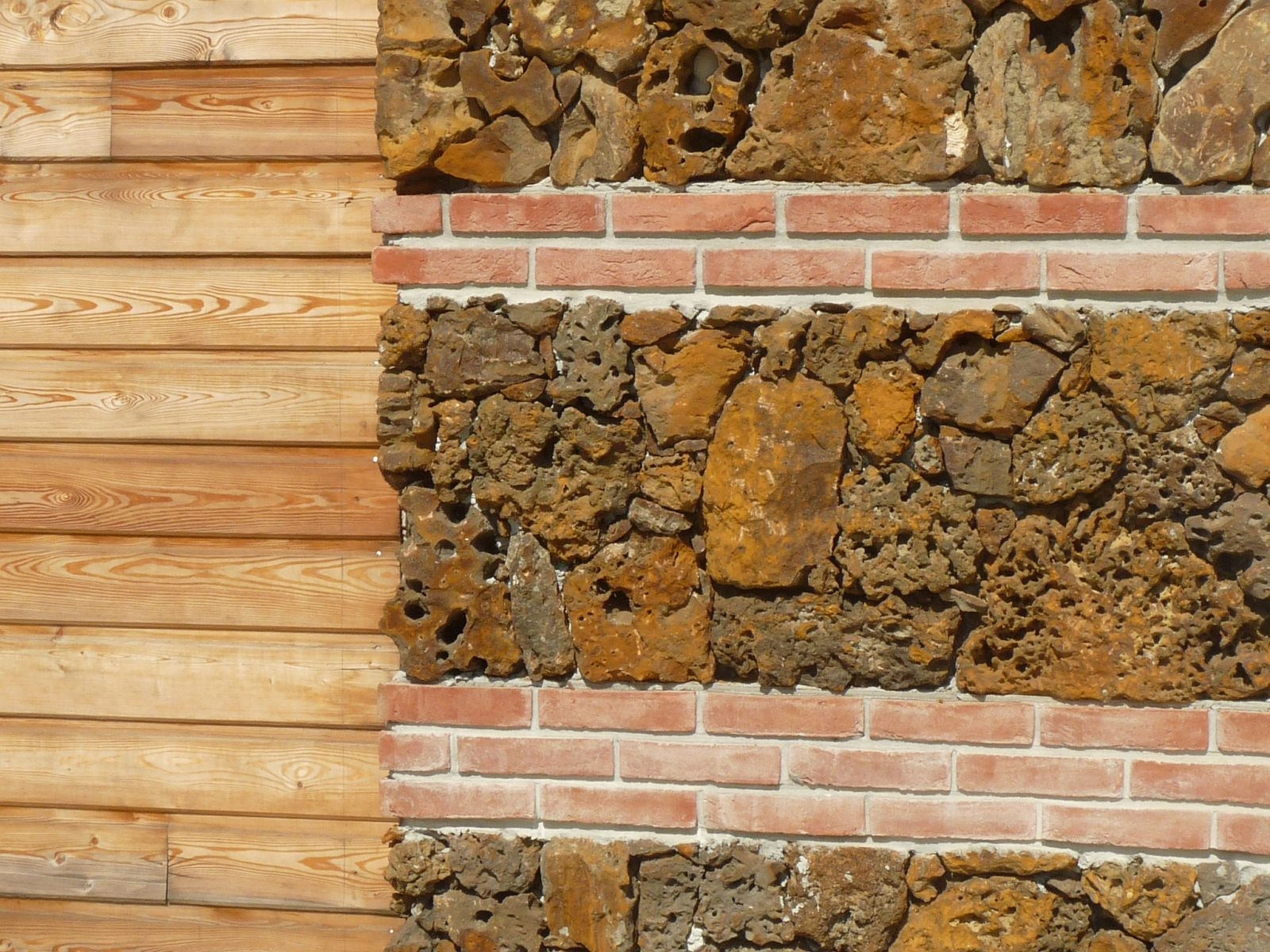
En vägg med ortsten.

Ortsten är ett sammankittat marklager, kopplat till podsol.
I sand och grusjord bildas ofta i fuktiga klimat en podsolerad markprofil, där ytlagret utgörs av råhumus, därunder en eluvial zon av blekjord, från vilken lösliga ämnen, humusämnen och oorganiska kolloider av järnoxid och lerjord, uttvättas och senare utfälls i en djupare illuvialhorisont samt där bildat en hårdare jordart ortsten, närmast en mycket lös sandsten, som småningom övergår i den oförändrade jordarten. Av ortsten skiljer man mellan tre olika typer: humusortsten, järnortsten och lerortsten.
En markprofil av det är slaget förekommer särskilt väl utbildad på Danmarks och Jyllands hedar, där kallad al, och har undersökts noggrant, då den hårda jorden omöjliggjorde odling. Först på 1930-talet lyckades man med kraftig djupplöjning hitta sätt att övervinna svårigheterna och kunde därmed ta dessa områden i anspråk för odling.